# New Day (wrestling)
The New Day è un tag team di wrestling attivo nella WWE dal 2014, formata da Kofi Kingston, Xavier Woods. Fino al 2020 ha fatto parte del gruppo anche Big E.
Il gruppo è complessivamente tredici volte campione di coppia, dal momento che hanno detenuto cinque volte il World Tag Team Championship (due volte come trio e due solo Kingston e Woods), sette volte lo SmackDown Tag Team Championship (i primi sei regni come trio e il settimo solo Kingston e Woods) e una volta l'NXT Tag Team Championship (Kingston e Woods).

## Storia

### Nascita
Nella puntata di Raw del 21 luglio 2014, dopo che Big E e Kofi Kingston avevano subìto una sconfitta come tag team, Xavier Woods li ha raggiunti sul ring per un confronto, affermando che non potevano "andare avanti a baciare i bambini e a stringere le mani" quando avrebbe dovuto essere "il loro momento di splendere". Il duo ha accettato l'offerta di Woods e la sera successiva a Main Event Woods ha fatto da manager a Big E e Kingston in una vittoria contro Heath Slater e Titus O'Neil. Tuttavia il gruppo è scomparso dagli show televisivi subito dopo, ma hanno continuato a lottare come wrestler singoli, anche se hanno continuato a lottare insieme negli house show.

#### Opportunità titolate (2014–2015)
Dalla puntata di Raw del 3 novembre la WWE ha cominciato a mandare in onda delle vignette per Big E, Kofi Kingston e Xavier Woods con il nome The New Day e con la gimmick face di un gruppo nero di cantanti gospel. Il New Day ha fatto il suo debutto sul ring nella puntata di SmackDown del 28 novembre in una vittoria contro Curtis Axel, Heath Slater e Titus O'Neil. Nella puntata di Raw del 1º dicembre Woods e Kingston hanno combattuto un tag team turmoil match per determinare i primi sfidanti per il WWE Tag Team Championship, eliminando Gold e Stardust, prima di essere eliminati da Tyson Kidd e Cesaro. Nel kickoff di TLC: Tables, Ladders and Chairs Big E e Kingston hanno sconfitto Gold e Stardust.
Nella puntata di Raw del 5 gennaio 2015, durante il match tra Big E e Adam Rose, Tyson Kidd e Cesaro, mascherati come Rosebuds, sono intervenuti e hanno attaccato Woods fuori dal ring, per poi eseguire la loro mossa finale su Big E nel ring. Nel Kick-off di Royal Rumble 2015 la striscia vincente del New Day è giunta al termine quando Cesaro e Tyson Kidd hanno sconfitto Big E e Kingston. Nel Kick-off di WrestleMania 31 il New Day ha preso parte a un Fatal 4-way match per il WWE Tag Team Championship che includeva anche gli Usos e i Los Matadores, ma non sono riusciti a vincere il titolo. La notte seguente a Raw il New Day era coinvolto in un eight-man tag-team match insieme ai Lucha Dragons (Kalisto e Sin Cara) contro Cesaro, Kidd e gli Ascension: durante il match il pubblico dal vivo ha risposto negativamente al New Day, con forti cori "New Day sucks!" che sono proseguiti anche nelle settimane successive. Quando gli è stato chiesto una risposta alla disapprovazione del pubblico nei loro confronti in una intervista durante la puntata di Raw del 6 aprile, i membri del New Day hanno affermato di essere feriti da ciò e i tre hanno risposto in maniera più aggressiva, mantenendo tuttavia la loro natura positiva. Durante il loro match successivo contro i Lucha Dragons Kingston ha cercato di eseguire una scorrettezza al di fuori del ring, nonostante non fosse incluso nel match; ciò ha solidificato il trio come heel ("cattivi"), con Kingston e Woods che hanno interpretato tale ruolo per la prima volta da quando sono nella WWE. Nella puntata di Raw del 20 aprile il New Day ha sconfitto i Lucha Dragons per diventare i primi sfidanti per il WWE Tag Team Championship a Extreme Rules 2015 dopo che Woods ha tenuto i piedi di Sin Cara, impedendogli di tornare sul ring per il conto di dieci.

#### Ascesa al vertice (2015–2016)
Il New Day (nel ring erano presenti Big E e Kofi Kingston mentre a bordo ring c'era Xavier Woods) sconfitto Tyson Kidd & Cesaro per conquistare il WWE Tag Team Championship il 26 aprile a Extreme Rules 2015. Nonostante siano stati Big E e Kingston a vincere il match, la WWE ha riconosciuto anche Woods come campione sotto la "Freebird Rule", che ha permesso a qualsiasi dei tre membri del gruppo di difendere il titolo. Nella puntata di Raw del 4 maggio il New Day ha sconfitto Roman Reigns e Randy Orton in un 3-on-2 Handicap match. Il New Day ha mantenuto il titolo a Payback 2015 in un 2-out-of-3 Falls match tag team match per 2-1, con Woods (non partecipante al match) che ha ottenuto lo schienamento decisivo su Cesaro dopo che l'arbitro lo aveva confuso per Kingston. La sera successiva a Raw è stato annunciato che il New Day avrebbe difeso il titolo a Elimination Chamber 2015 nel primo tag team Elimination Chamber match di sempre e hanno mantenuto il titolo contro Tyson Kidd e Cesaro, i Lucha Dragons, gli Ascension, i Los Matadores (Diego & Fernando) e i Prime Times Players; a tutti e tre i membri del gruppo è stato permesso di lottare nel match. Il 14 giugno a Money in the Bank 2015 Kingston non è riuscito a vincere il Money in the Bank ladder match, mentre Big E e Woods hanno perso il titolo contro i Prime Time Players. Tutti e tre i membri del New Day hanno combattuto nell'evento speciale trasmesso in esclusiva dal WWE Network il 4 luglio e chiamato The Beast in the East, svoltosi al Ryōgoku Kukugikan del quartiere di Sumida a Tokyo in Giappone: Big E e Woods hanno affrontato i Lucha Dragons mentre Kingston ha affrontato Brock Lesnar, venendo però sconfitti in entrambi i match. Big E e Kingston non sono riusciti a riconquistare il titolo contro i Prime Time Players il 19 luglio a Battleground 2015.
Il New Day ha vinto per la seconda volta il WWE Tag Team Championship in un Fatal 4-Way Tag Team match contro i Prime Time Players, i Los Matadores e i Lucha Dragons a SummerSlam 2015. Dopo aver sconfitto i Prime Time Players nella puntata di Raw del 14 settembre Big E e Kingston hanno iniziato una faida con i rientranti Dudley Boyz, che hanno affrontato in tre diverse occasioni: a Night of Champions 2015 e a WWE Live from Madison Square Garden, dove hanno perso entrambi i match per squalifica e pertanto sono rimasti campioni; a Hell in a Cell 2015 Big E e Kingston hanno invece sconfitto i Dudley Boyz per schienamento. A Survivor Series 2015 tutti e tre i membri del New Day hanno preso parte insieme a King Barrett e Sheamus al tradizionale 5-on-5 Survivor Series elimination tag team match, ma sono stati sconfitti dagli Usos, i Lucha Dragons e Ryback. Big E e Kingston hanno poi difeso con successo il titolo a TLC: Tables, Ladders and Chairs 2015, dove hanno sconfitto gli Usos e i Lucha Dragons in un triple threat tag team ladder match, per poi difendere con successo il titolo anche in match separati (contro i Lucha Dragons nella puntata di SmackDown del 22 dicembre e contro gli Usos a Royal Rumble 2016).
Nel mese di febbraio, a partire da Fastlane 2016, durante il Cutting Edge Peep Show condotto da Edge e Christian il New Day ha iniziato a prendere in giro i membri della League of Nations: ciò ha portato i membri della League of Nations a interrompere il segmento. Big E e Kingston hanno difeso con successo il titolo anche nella puntata di Raw del 7 marzo, quando hanno sconfitto AJ Styles & Chris Jericho. Nel mese di marzo i membri del New Day hanno effettuato un turn face continuando a prendere in giro quelli della League of Nations attraverso dei video parodia e le due fazioni si sono sfidate in un tag team match valido per il WWE Tag Team Championship a Roadblock, dove Big E e Kingston hanno sconfitto Sheamus e Barrett, ripetendosi anche la sera dopo a Raw, quando Big E e Woods hanno sconfitto Rusev e Del Rio, il che ha portato la League of Nations ad attaccare il New Day al termine del match, con la rivalità tra le due fazioni che è culminata a WrestleMania 32, dove Big E, Kingston e Woods sono stati sconfitti da Sheamus, Del Rio e Rusev in un match non titolato, rifacendosi però nella puntata di Raw successiva, quando Big E e Kingston hanno nuovamente difeso con successo il titolo contro Sheamus e Barrett.
Il 1º maggio, a Payback 2016, durante la finale del torneo sponsorizzato dai membri del New Day che avrebbe decretato i primi sfidanti per il WWE Tag Team Championship, Enzo Amore ha subito una reale commozione cerebrale durante il match che lo vedeva insieme a Big Cass contro i Vaudevillains: l'incontro si è quindi concluso in no contest e pertanto i Vaudevillains sono stati in seguito nominati i primi sfidanti (avendo vinto a tavolino l'incontro). Il 22 maggio a Extreme Rules Big E e Woods sono riusciti a mantenere il titolo contro i Vaudevillains grazie all'interferenza di Kingston. Il 19 giugno a Money in the Bank 2016 Big E e Kingston hanno difeso con successo il titolo in un Fatal 4-Way Tag Team match che includeva anche Karl Anderson & Luke Gallows, Enzo Amore e Big Cass e i Vaudevillains. Il 19 luglio il New Day ha raggiunto e superato il record del regno più lungo come campioni (il precedente primato apparteneva a Paul London & Brian Kendrick con 331 giorni).

#### Regni titolati (2016–2018)
Con la Brand Extension avvenuta nella puntata di SmackDown del 19 luglio, l'intero New Day è stato trasferito nel roster di Raw e con tutto il gruppo anche il WWE Tag Team Championship. Il 24 luglio a Battleground il New Day è stato sconfitto dalla Wyatt Family in un Six-man Tag Team match non titolato. Nella puntata di Raw del 1º agosto Big E e Kingston hanno trionfato su Luke Gallows & Karl Anderson in un match non titolato ma, nel post match, i due avversari hanno brutalmente attaccato Big E, infortunandolo all'inguine (kayfabe). Nella successiva puntata di Raw dell'8 agosto è stato annunciato che Kingston e Woods, privi dell'infortunato Big E, avrebbero dovuto affrontare Anderson & Gallows a SummerSlam 2016 con in palio il WWE Tag Team Championship. Il 21 agosto a SummerSlam 2016 Anderson & Gallows hanno sconfitto Kingston e Woods per squalifica a causa dell'intervento del rientrante Big E, facendo sì che il New Day mantenesse i titoli. Il 25 settembre a Clash of Champions 2016 Big E e Kingston hanno difeso con successo i titoli (il 5 settembre il WWE Tag Team Championship era stato rinominato in WWE Raw Tag Team Championship) contro Anderson & Gallows. La scena si è ripetuta anche la sera dopo a Raw, quando Big E e Kingston hanno nuovamente difeso con successo i titoli contro Anderson & Gallows. In seguito il New Day ha iniziato una faida con Cesaro & Sheamus: nei primi due incontri singoli del 10 e del 17 ottobre, a Raw, Kingston e Big E hanno rispettivamente sconfitto Cesaro & Sheamus. Tuttavia, nella puntata di Raw del 24 ottobre, Big E e Kingston sono stati sconfitti da Cesaro & Sheamus in un match non titolato. Il 30 ottobre a Hell in a Cell 2016 Cesaro & Sheamus hanno sconfitto Big E e Woods per squalifica ma il New Day ha comunque mantenuto i titoli. Il 20 novembre, a Survivor Series 2016, Big E e Kingston hanno preso parte ad un 10-on-10 Traditional Survivor Series Tag Team Elimination match come membri e capitani del Team Raw che ha sconfitto il Team SmackDown (anche se Big E e Woods sono stati eliminati subito dagli Usos). Nella puntata di Raw del 21 novembre Big E e Kingston hanno difeso con successo i titoli contro Cesaro & Sheamus grazie ad una distrazione di Woods. Nella puntata di Raw del 28 novembre Big E e Woods hanno difeso con successo i titoli contro Luke Gallows & Karl Anderson. Nella puntata di Raw del 12 dicembre Big E e Kingston hanno difeso con successo i titoli in un Triple Threat Tag Team match che comprendeva anche Cesaro & Sheamus e Luke Gallows & Karl Anderson; Kingston ha schienato Anderson dopo che questi era stato colpito dal Brogue Kick di Sheamus, mentre Big E ha tenuto bloccato Cesaro. Più tardi, quella stessa sera, Big E e Woods hanno difeso con successo i titoli in un altro Triple Threat Tag Team match che includeva stavolta i Jeri-KO (Chris Jericho e il WWE Universal Champion Kevin Owens) e il WWE United States Champion Roman Reigns & Seth Rollins; in questo caso Woods ha schienato Jericho dopo che questi era stato colpito dal Pedigree di Rollins, mentre Big E ha tenuto fermo lo stesso Rollins. Il 14 dicembre, dopo 479 giorni di regno, i membri del New Day sono diventati i campioni di coppia più longevi della storia della WWE, avendo superato il record dei Demolition, che avevano detenuto l'ormai soppresso World Tag Team Championship per appunto 478 giorni. Il 18 dicembre, a Roadblock: End of the Line, Big E e Kingston sono stati sconfitti da Cesaro & Sheamus, perdendo i titoli dopo un lungo regno durato 483 giorni. Nella puntata di Raw del 26 dicembre Kingston e Woods hanno affrontato Cesaro & Sheamus per il WWE Raw Tag Team Championship ma sono stati sconfitti.
Il 2 gennaio 2017, a Raw, il New Day ha iniziato una faida con Titus O'Neil, il quale ha interrotto i tre affermando di voler far parte della stable. Successivamente è scaturita una rissa verbale tra il New Day e l'ex-componente dei Prime Time Players, culminata con la vittoria di Xavier Woods sullo stesso O'Neil la sera stessa, mentre nelle settimane successive sia Big E che Kofi Kingston hanno avuto la meglio su O'Neil; in particolare Big E ha difeso il posto del trio nel Royal Rumble match del 2017 sconfiggendo O'Neil. Nella puntata di Raw del 23 gennaio il New Day (Big E e Kingston), Enzo Amore & Big Cass sono stati sconfitti da Braun Strowman, Jinder Mahal, Rusev & Titus O'Neil. Il 29 gennaio Kingston, Big E e Woods hanno partecipato al Royal Rumble match dell'omonimo pay-per-view entrando rispettivamente coi numeri 14, 17 e 20 ma sono stati eliminati tutti e tre eliminati da Cesaro & Sheamus. Nella puntata di Raw del 6 febbraio Big E e Woods hanno sconfitto gli Shining Stars. Nella puntata di Main Event del 5 febbraio il New Day ha sconfitto gli Shining Stars &Titus O'Neil. Nella puntata di Raw del 20 febbraio Big E e Kingston hanno sconfitto Jinder Mahal & Rusev. Sempre il 20 febbraio è stato annunciato che i membri del New Day avrebbero presenziato a WrestleMania 33 in veste di ospiti. Nella puntata di Raw del 27 febbraio Big E e Woods hanno sconfitto Jinder Mahal & Rusev. Nella puntata di Raw del 6 marzo Big E e Kingston hanno sconfitto gli Shining Stars. Nella puntata di Raw del 3 aprile Big E e Woods sono stati sconfitti dai debuttanti Revival; nel post match, inoltre, Kingston è stato infortunato da Wilder e Dawson. La scena si è ripetuta anche la settimana dopo, il 10 aprile a Raw, quando i Revival hanno sconfitto nuovamente Big E e Woods.
Con lo Shake-up dell'11 aprile l'intero New Day è stato trasferito nel roster di SmackDown, senza tuttavia debuttare a causa dell'infortunio di Kingston; sono state, invece, mandate in onda delle vignette per pubblicizzare il debutto del trio. Il New Day ha debuttato ufficialmente a SmackDown il 30 maggio, dove hanno avuto un confronto con gli SmackDown Tag Team Champions, gli Usos, annunciando loro che il General Manager Shane McMahon li ha inseriti in un match a Money in the Bank per i titoli di coppia di SmackDown. Nella puntata di SmackDown del 6 giugno Big E e Woods hanno sconfitto i Colóns. Nella puntata di SmackDown del 13 giugno Kingston, Woods e i Breezango hanno sconfitto i Colóns e gli Usos. Il 18 giugno, a Money in the Bank, Big E e Kingston hanno affrontato gli Usos per lo SmackDown Tag Team Championship ma hanno vinto l'incontro per count-out e senza dunque il cambio di titolo. Il 23 luglio, a Battleground, Kingston e Woods hanno sconfitto gli Usos conquistando così lo SmackDown Tag Team Championship per la prima volta; anche in questo caso, nonostante Kingston e Woods abbiano vinto il titolo, anche Big E è stato riconosciuto come campione sotto la "Freebird Rule". Nella puntata di SmackDown del 15 agosto Kingston e Woods sono stati sconfitti dagli Usos in un match non titolato. Il 20 agosto, nel Kick-off di SummerSlam, Big E e Woods hanno perso i titoli contro gli Usos dopo 28 giorni di regno. Nella puntata di SmackDown del 29 agosto Big E e Kingston sono stati sconfitti dagli Usos. Nella puntata speciale Sin City SmackDown Live del 12 settembre Big E e Kingston hanno sconfitto gli Usos in un Sin City Street Fight, conquistando così lo SmackDown Tag Team Championship per la seconda volta; Big E e Kingston hanno vinto il match, ma anche Woods è riconosciuto come campione sotto la "Freebird Rule". Nella puntata di SmackDown del 19 settembre Big E e Kingston hanno sconfitto gli Hype Bros in un match non titolato. L'8 ottobre, a Hell in a Cell, Big E e Woods hanno perso i titoli contro gli Usos in un Tag Team Hell in a Cell match, interrompendo il loro regno durato 26 giorni. Nella puntata di SmackDown del 24 ottobre Kingston e Woods sono stati sconfitti da Chad Gable e Shelton Benjamin. Nella puntata di SmackDown del 14 novembre il match tra Big E e Xavier Woods contro Kevin Owens e Sami Zayn è terminato in no-contest a causa dell'intervento dello Shield e di tutti i componenti del roster di Raw. Il 19 novembre, a Survivor Series, il New Day è stato sconfitto dallo Shield. Nella puntata di SmackDown del 21 novembre Big E e Kingston sono stati sconfitti da Kevin Owens e Sami Zayn in un Lumberjack match. Nella puntata di SmackDown del 28 novembre Kingston e Woods hanno sconfitto Chad Gable e Shelton Benjamin. Nella puntata di SmackDown del 5 dicembre Big E e Kingston sono stati sconfitti dai Rusev Day (Aiden English e Rusev). Il 17 dicembre, a Clash of Champions, Big E e Kingston hanno partecipato ad un Fatal 4-Way Tag Team match per lo SmackDown Tag Team Championship che includeva anche Chad Gable e Shelton Benjamin, i Rusev Day e i campioni, gli Usos, ma il match è stato vinto da questi ultimi. Nella puntata di SmackDown del 19 dicembre Kingston e Woods hanno sconfitto i Rusev Day. Nella puntata di SmackDown del 26 dicembre Big E e Woods hanno preso parte ad un Triple Threat Tag Team match per determinare i contendenti nº1 allo SmackDown Tag Team Championship degli Usos che comprendeva anche Chad Gable e Shelton Benjamin e i Rusev Day ma il match è stato vinto da questi ultimi.
Nella puntata di SmackDown del 23 gennaio Kingston, Woods e lo United States Champion Bobby Roode hanno sconfitto Jinder Mahal e i Rusev Day. Il 28 gennaio, alla Royal Rumble, l'intero New Day ha partecipato all'omonimo match, dove Big E, Woods e Kingston sono entrati rispettivamente con i numeri 9, 12 e 16 ma sono stati eliminati (sempre rispettivamente) da Jinder Mahal e Andrade "Cien" Almas. Nella puntata di SmackDown del 13 febbraio Big E e Kingston hanno sconfitto Chad Gable e Shelton Benjamin. Nella puntata di SmackDown del 20 febbraio Big E e Woods hanno sconfitto Chad Gable e Shelton Benjamin, guadagnando l'opportunità di affrontare gli Usos per lo SmackDown Tag Team Championship a Fastlane. L'11 marzo, a Fastlane, Kingston e Woods hanno affrontato gli Usos per lo SmackDown Tag Team Championship ma il match è terminato in no-contest a causa dell'intervento dei Bludgeon Brothers. Nella puntata di SmackDown del 27 marzo Big E e Woods sono stati sconfitti dai Bludgeon Brothers per squalifica a causa dell'intervento degli Usos. L'8 aprile, a WrestleMania 34, Big E e Kingston hanno partecipato ad un Triple Threat Tag Team match per lo SmackDown Tag Team Championship che includeva anche i campioni, gli Usos, e i Bludgeon Brothers ma il match è stato vinto da questi ultimi. Nella puntata di SmackDown del 10 aprile Big E e Woods hanno affrontato gli Usos per determinare i contendenti nº1 allo SmackDown Tag Team Championship dei Bludgeon Brothers ma sono stati sconfitti. Il 27 aprile, a Greatest Royal Rumble, l'intero New Day ha partecipato al Royal Rumble match a 50 uomini ma i tre sono stati eliminati da Braun Strowman e Elias. Nella puntata di SmackDown del 15 maggio Big E e Woods hanno sconfitto Cesaro e Sheamus, guadagnando la possibilità di scegliere un solo membro del loro team da inserire nel Money in the Bank Ladder match. Nella puntata di SmackDown del 29 maggio il New Day ha sconfitto Cesaro, Sheamus e The Miz. Nella puntata di SmackDown del 5 giugno il New Day ha sconfitto The Miz, Rusev e Samoa Joe. Nella puntata di SmackDown del 10 luglio il New Day e il Team Hell No hanno sconfitto i Bludgeon Brothers e i SAnitY. Il 15 luglio, nel Kick-off di Extreme Rules, il New Day è stato sconfitto dai SAnitY in un Tables match. Nella puntata di SmackDown del 24 luglio Big E e Woods hanno sconfitto Alexander Wolfe e Killian Dain dei SAnitY nella semifinale di un torneo per determinare i contendenti nº1 allo SmackDown Tag Team Championship dei Bludgeon Brothers. Dopo che Big E e Kingston hanno sconfitto Cesaro e Sheamus in finale il 31 luglio a SmackDown, il 19 agosto, a SummerSlam, Big E e Woods hanno affrontato i Bludgeon Brothers per lo SmackDown Tag Team Championship ma li hanno sconfitti per squalifica (e senza dunque il cambio di titolo). Nella puntata di SmackDown del 21 agosto Kingston e Woods hanno sconfitto i Bludgeon Brothers in un No Disqualification match conquistando così lo SmackDown Tag Team Championship per la terza volta. Dopo che Big E e Kingston hanno difeso i titoli contro i Rusev Day (Aiden English e Rusev) nel Kick-off di Hell in a Cell, e Kingston e Woods contro Cesaro e Sheamus il 6 ottobre a Super Show-Down, nella puntata di SmackDown 1000 Big E e Woods hanno perso le cinture contro i The Bar (grazie anche all'intervento di Big Show) dopo 56 giorni di regno.

#### Ascesa di Kofi Kingston (2018–2019)
Il 16 dicembre, a TLC: Tables, Ladders & Chairs, Kingston e Woods hanno partecipato ad un Triple Threat match per il WWE SmackDown Tag Team Championship che includeva anche i campioni The Bar e gli Usos ma il match è stato vinto dai The Bar. Nella puntata di SmackDown del 29 gennaio 2019 Big E e Kingston hanno partecipato ad Four Corners Elimination match che comprendeva anche i The Bar, gli Heavy Machinery e gli Usos per determinare i contendenti nº 1 al WWE SmackDown Tag Team Championship di The Miz e Shane McMahon per Elimination Chamber ma sono stati eliminati dagli Heavy Machinery. Nella puntata di SmackDown del 16 aprile, Kevin Owens è entrato nella stable come membro onorario, visto che Big E si è infortunato. La sera stessa Kevin Owens, Kofi Kingston e Xavier Woods hanno sconfitto Cesaro, Shinsuke Nakamura e Rusev. Nella puntata di SmackDown del 24 aprile, Kevin Owens ha tradito il New Day, attaccando Kofi Kingston al termine del suo match contro Shinsuke Nakamura, effettuando un Turn-heel, sfidandolo ad un match per il WWE Championship, per poi attaccare anche Xavier Woods, che era corso in soccorso di Kofi Kingston. Il 14 luglio, a Extreme Rules, Big E e Woods hanno conquistato lo SmackDown Tag Team Championship per la quarta volta contro Daniel Bryan e Rowan in un Triple Threat Tag Team match che comprendeva anche gli Heavy Machinery. Nella puntata seguente di SmackDown la squadra al completo si presenta per la prima volta dalla sua formazione con tutti i suoi membri titolati (Kingston con il WWE Championship e Big E e Woods con lo SmackDown Tag Team Championship); i tre vengono, però, sconfitti dal trio formato da Randy Orton, Elias e Samoa Joe. Nella puntata di Raw del 5 agosto Big E, Woods e Ricochet sono stati sconfitti dall'O.C.. Nella puntata di SmackDown del 6 agosto Big E e Woods hanno sconfitto Daniel Bryan e Rowan per squalifica in un match non titolato. Il 15 settembre, a Clash of Champions, Kingston ha difeso con successo il WWE Championship contro Randy Orton, mentre Big E e Woods hanno perso lo SmackDown Tag Team Championship contro i Revival. Nella puntata di SmackDown del 4 ottobre Kingston ha perso il WWE Championship contro Brock Lesnar in sette secondi dopo 180 giorni di regno.

#### Altri regni titolati (2019–presente)
Nella puntata di SmackDown dell'8 novembre Big E e Kingston sconfissero i Revival conquistando così lo SmackDown Tag Team Championship per la quinta volta come team. Nella puntata di SmackDown del 15 novembre Big E e Kingston affrontarono i Revival per difendere i titoli di coppia appena vinto ma il match terminò in no-contest a causa dell'intervento degli NXT Tag Team Champions, l'Undisputed Era (Bobby Fish e Kyle O'Reilly). Il 24 novembre, nel Kick-off di Survivor Series, Big E e Kingston parteciparono ad un Triple Threat Tag Team match contro i Raw Tag Team Champions, i Viking Raiders, e gli NXT Tag Team Champions, l'Undisputed Era, ma il match benne vinto da questi ultimi. Nella puntata di SmackDown del 29 novembre Big E e Kingston mantennero i titoli contro Cesaro e Shinsuke Nakamura. Il 15 dicembre, a TLC: Tables, Ladders & Chairs, Big E e Kingston difesero i titoli contro i Revival in un Ladder match. Il 27 febbraio, a Super ShowDown, Big E e Kingston persero i titoli contro John Morrison e The Miz dopo 111 giorni di regno. Il 4 aprile, nella prima serata di WrestleMania 36, Kingston partecipò ad un Triple Threat Ladder match per lo SmackDown Tag Team Championship che comprendeva anche il campione John Morrison (detentore della cintura insieme a The Miz) e Jimmy Uso ma il match venne vinto dal campione. Nella puntata di SmackDown del 17 aprile il solo Big E conquistò per la sesta volta lo SmackDown Tag Team Championship sconfiggendo il campione The Miz (detentore della cintura insieme a John Morrison) in un Triple Threat match che comprendeva anche Jey Uso, e così facendo anche Kingston e Woods vennero riconosciuti come campioni. Il 10 maggio, a Money in the Bank, Big E e Kingston difesero i titoli in un Fatal 4-Way Tag Team match che comprendeva anche i Forgotten Sons, John Morrison e The Miz e Gran Metalik e Lince Dorado. Nella puntata di SmackDown del 10 luglio Big E e Kingston difesero i titoli contro Cesaro e Shinsuke Nakamura dopo che l'incontro terminò in no-contest. Il 19 luglio, a The Horror Show at Extreme Rules, Big E e Kingston persero le cinture di coppia contro Cesaro e Nakamura in un Tables match dopo 93 giorni di regno. Nella puntata di SmackDown del 9 ottobre Kingston e il rientrante Woods conquistarono lo SmackDown Tag Team Championship per la settima volta sconfiggendo Cesaro e Nakamura; tuttavia, poco dopo, Kingston e Woods passarono al roster di Raw per effetto del Draft 2020 mentre Big E rimase a SmackDown, segnando l'allontanamento involontario di questi dalla stable. Nella puntata di Raw del 12 ottobre Kingston e Woods scambiarono il WWE SmackDown Tag Team Championship con il WWE Raw Tag Team Championship degli Street Profits; quella stessa sera, Kingston e Woods difesero i titoli appena ottenuti contro Dolph Ziggler & Robert Roode. Nella puntata di SmackDown del 16 ottobre il New Day ha sconfitto Shinsuke Nakamura, Sheamus e Cesaro segnando così l'ultimo match fatto a SmackDown e anche l'ultimo match di Big E abbandonando involontariamente e ufficialmente la stable.
Nella puntata di Raw del 16 novembre Kingston e Woods mantennero i titoli contro Cedric Alexander e Shelton Benjamin dell'Hurt Business. Il 22 novembre, a Survivor Series, Kingston e Woods vennero sconfitti dagli Street Profits. Nella puntata di Raw del 23 novembre Kingston e Woods mantennero nuovamente i titoli contro Alexander e Benjamin dell'Hurt Business. Il 20 dicembre, a TLC: Tables, Ladders & Chairs, Kingston e Woods persero poi i titoli contro Alexander e Benjamin dopo 69 giorni di regno. Nella puntata di Raw del 15 marzo Kingston e Woods sconfissero l'Hurt Business conquistando per la quarta volta il Raw Tag Team Championship (per Kingston è il sesto regno mentre per Woods è il quarto). Il 10 aprile, nella prima serata di WrestleMania 37, Kingston e Woods persero i titoli contro AJ Styles e Omos dopo 26 giorni di regno. Nella puntata di Raw del 6 settembre Kingston e Woods parteciparono ad un Gauntlet match per determinare i contendenti nº1 al Raw Tag Team Championship degli RK-Bro, ma dopo aver eliminato diversi team come Jinder Mahal & Veer, Mace e T-Bar, Mansoor & Mustafa Ali, i Lucha House Party e i Viking Raiders, vennero eliminati per ultimi da AJ Styles & Omos.
Nella puntata di Raw del 13 settembre 2021 Big E incassò il Money in the Bank su Bobby Lashley, dopo che questi aveva difeso il WWE Championship contro Randy Orton, conquistando il suddetto titolo per la prima volta, divenendo inoltre 33° Triple Crown Champion e passando di fatto al roster di Raw riunendosi al New Day con Kofi Kingston e Xavier Woods. Il 20 settembre il New Day ha lottato contro Roman Reigns e gli Usos ma il match finì per no contest a causa dell'attacco di Bobby Lashley. Il 26 settembre, ad Extreme Rules 2021, il New Day sconfisse AJ Styles & Omos e Bobby Lashley. Il 1º ottobre a SmackDown, per effetto del Draft 2021 (le scelte saranno però effettive il 22 ottobre), il New Day passerà al roster di SmackDown, ma lasciando Big E nel roster di Raw. Il 4 ottobre a Raw (qui ancora le scelte del Draft 2021 non sono effettivi), Big E collabora con Drew McIntyre per sconfiggere Dolph Ziggler e Robert Roode e subito dopo il match Big E accetta la sfida di McIntyre per un match per il Titolo WWE a Crown Jewel 2021, sempre nella stessa sera Kofi Kingston & Xavier Woods sconfiggono Shelton Benjamin e Cedric Alexander. Nella puntata di Raw dell'11 ottobre Woods (accompagnato da Kingston) sconfigge Ricochet al torneo del King of the Ring 2021, poco dopo Kingston viene sconfitto da Jinder Mahal non superando il torneo, sempre nella stessa sera Big E combatte nuovamente insieme a McIntyre dove vengono sconfitti dagli Usos. Il 18 ottobre a Raw, Woods supera il torneo contro Jinder Mahal arrivando alla finale che si terrà a Crown Jewel 2021, sempre nella stessa sera Big E e McIntyre provono a lottare nuovamente insieme sconfiggendo per la seconda volta i Dirty Dawgs. Il 21 ottobre a Crown Jewel 2021 Xavier Woods vince il torneo del King of the Ring 2021 sconfiggendo Finn Bálor e viene raggiunto a festeggiare la vittoria del torneo da Kofi Kingston, nella stessa sera Big E mantiene il Titolo WWE contro Drew McIntyre concludendo anche la faida tra i due. Il 22 ottobre le scelte del Draft 2021 diventano effettive e così Kingston e Woods va a SmackDown mentre Big E rimane a Raw con il WWE Championship.
Il 22 ottobre il New Kingston e Woods ritornano a SmackDown dove fanno la cerimonia ufficiale per l'incoronazione di Xavier Woods dopo la sua vittoria avvenuta un giorno prima a Crown Jewel 2021, con l'incoronazione il ring name di Woods fu cambiato in "King Woods". Il 29 ottobre King Woods nomina a Kofi Kingston con il ring name di "Sir Kofi Kingston", più tardi nella stessa sera il New Day ha sconfitto gli Usos. Il 1º gennaio 2022 a Day 1 sono stati sconfitti dagli Usos in un match valido per i titoli di coppia e in seguito alla successiva sconfitta del 7 gennaio a SmackDown il New Day non potrà avere altre opportunità contro gli Usos.

## Personaggi e critica

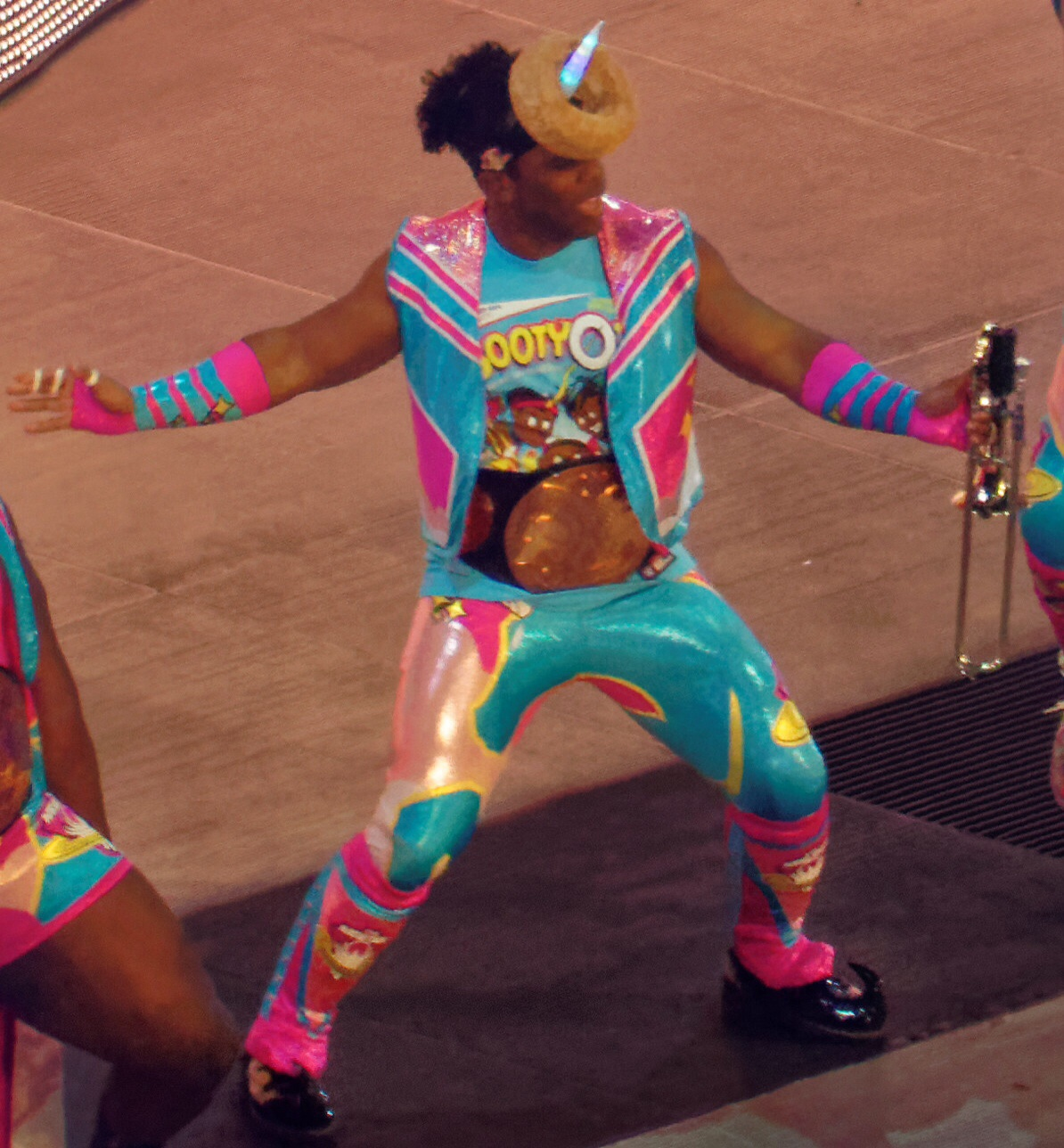
Il trombone di Xavier Woods "Francesca", i cereali "Booty-O's", e i corni di unicorno (tutti e tre appaiono su Woods) sono parte integrante della gimmick del New Day

I membri del New Day fanno spesso riferimento alla positività e Jim Ross ha affermato che "i fan di wrestling di oggi potrebbero essere un po' duri nei confronti del talentuoso trio" a causa del fatto che il New Day "si veste in blu chiaro ed espone una certa positività". Il Pro Wrestling Dot Net ha scritto che il New Day "sembra essere tutto sorrisi e danza, uno dei tre stereotipi razzisti che la WWE assegna ai wrestler afro-americani". The A.V. Club ha descritto la gimmick del New Day come "razzista", perché "fanno letteralmente la pantomima dello shooting dice quando arrivano sul ring".
Il New Day ha iniziato a ricevere delle reazioni più favorevoli da fan e critici nella metà del 2015 dopo essere diventati heel e aver avuto una serie di notevoli promo e prestazioni sul ring. Spesso il pubblico ha iniziato a intonare il coro "New Day rocks!" insieme al trio, nonostante questi continuassero a interpretare il ruolo di "cattivi". Alcuni sono però rimasti critici del gruppo: sia Jim Ross sia Jason Powell del Pro Wrestling Dot Net hanno affermato che il New Day dovrebbe cercare di guadagnare heat da heel invece di essere troppo comici. Il lottatore della UFC ed ex wrestler della WWE CM Punk ha elogiato i membri del New Day per essere riusciti ad andare over da soli.
Woods è un fan di My Little Pony - L'amicizia è magica e all'inizio del 2015 ha iniziato a indossare una maglietta rappresentante un pony. Alla fine del 2015 è stato aggiunto un unicorno alla più recente maglietta del gruppo, con il trio che ha iniziato a fare il segno dell'unicorno usando le loro dita come corna e anche gli intervistatori hanno affermato di percepire il loro unicorno magico. Una delle loro mosse tipiche è infatti stata nominata Unicorn Stampede. Inoltre dalla fine di agosto del 2015 Woods si è presentato con un trombone da lui ribattezzato "Francesca" con cui infastidisce gli avversari e la presenza dello strumento musicale ha arricchito ulteriormente la gimmick del trio; quando Francesca è stata "distrutta" da Chris Jericho nella puntata di Raw dell'11 gennaio 2016 (con annesso funerale da parte del New Day per commemorare la sua "scomparsa") esso è stato rimpiazzato da un nuovo trombone alla Royal Rumble, "Francesca II". Nel mese di marzo del 2016 il New Day ha iniziato a "pubblicizzare" dei cereali da colazione chiamati "Booty O's", accompagnati dal motto "Booty O's: They Make Sure You Ain't Booty!". In realtà non si tratta di veri cereali, ma di una semplice confezione contenente una maglietta che ritrae Big E, Kingston e Woods intenti a mangiare un'enorme tazza di cereali; solo in un secondo momento, cavalcando l'onda del successo della stable, sono stati creati dei veri cereali "Booty O's" commestibili e vendibili nei negozi. Nei mesi di ottobre e dicembre, inoltre, in occasione di Halloween e Natale, sono state rilasciate delle versioni del merchandising dei "Booty O's" per le rispettive feste. Nel febbraio 2017, a seguito dell'annuncio che i membri del New Day sarebbero stati gli ospiti speciali per WrestleMania 33, il trio ha iniziato a "pubblicizzare" dei gelati chiamati "New Day Pops". Nel 2018, inoltre, la gimmick del gruppo si è arricchita di un altro elemento: i pancake.

## Nel wrestling

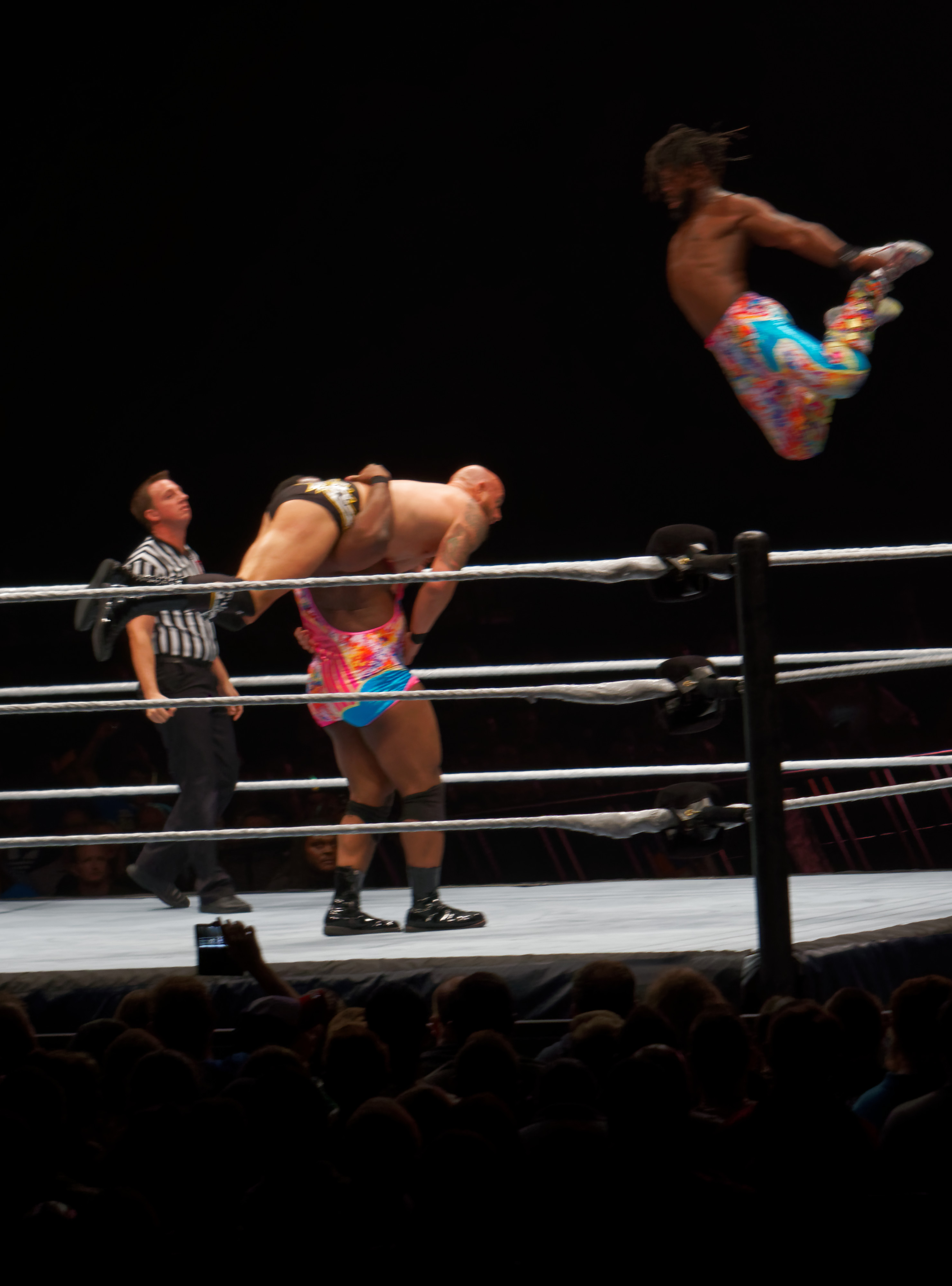
Big E e Kingston mentre eseguono la Midnight Hour su Karl Anderson

### Mosse finali in coppia
- Day Break (Pendulum backbreaker di Big E, Kingston o Woods in combinazione con un Diving double foot stomp di Kingston o Woods)
- Midnight Hour (Diving DDT di Kingston o Woods in combinazione con la Big Ending di Big E) – 2014–2020

### Soprannomi
- "The Longest Reigning Eleven Time Champs"
- "The Unicorns"
- "The World Famous Twelve Time Champs"

## Titoli e riconoscimenti
- Pro Wrestling Illustrated

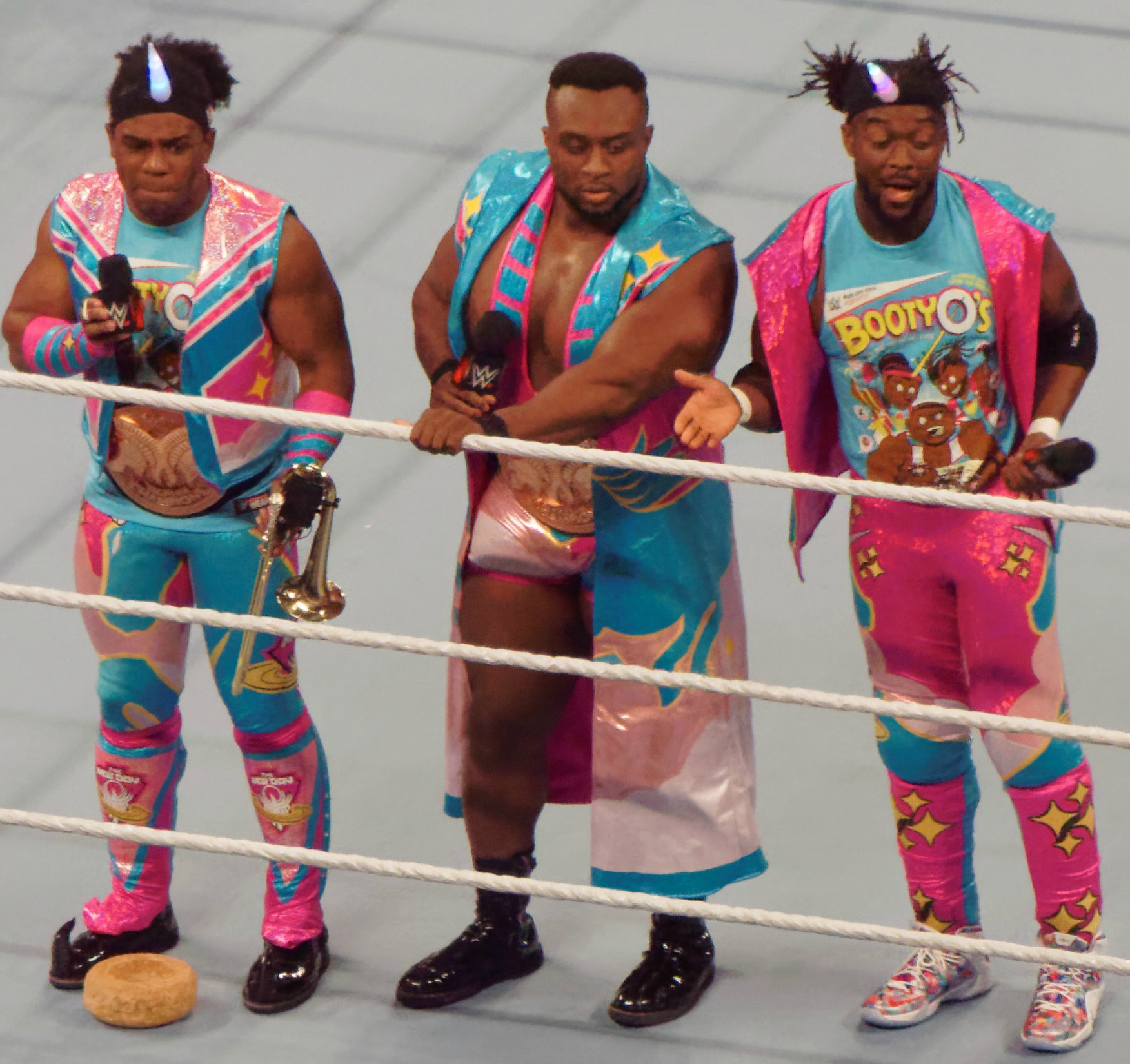
I membri del New Day come WWE Tag Team Champions. Il 14 dicembre hanno raggiunto e superato il regno dei Demolition, diventando i campioni di coppia più longevi della WWE (483 giorni)

  - Tag Team of the Year (2015, 2016)
  - 8º tra i 50 migliori tag team nella PWI 500 (2020)
- Rolling Stone
  - Actual Match of the Year (2017) - vs. The Usos
  - Comeback of the Year (2016)
  - Second-Best Heels (2015)
  - WWE Wrestlers of the Year (2015)[104]
- WWE
  - WWE Tag Team Championship/WWE Raw Tag Team Championship[105] (4)[106] – Kingston e Woods (3), Big E, Kingston e Woods (2)
  - WWE SmackDown Tag Team Championship[107] (7)[108] – Big E, Kingston e Woods (6), Kingston e Woods (1)
  - NXT Tag Team Championship (1) – Kingston e Woods (1)
  - 3º Triple Crown Tag Team Champions – Kingston e Woods
  - Slammy Award/Year–End Award (3)
    - Men's WWE Tag-Team of the Year (edizione 2019)
    - Ring Gear of the Year (edizione 2020)
- Wrestling Observer Newsletter
  - Best Gimmick (2015)[109]